# Mitrospingidae
A Mitrospingidae  a madarak osztályának verébalakúak (Passeriformes) rendjébe tartozó család.
Besorolásuk vitatott.

## Rendszerezés
A családba az alábbi 3 nem és 4 faj tartozik:
- Mitrospingus – 2 faj
  - Mitrospingus cassinii
  - Mitrospingus oleagineus

- Orthogonys – 1 faj
  - Orthogonys chloricterus

- Lamprospiza – 1 faj
  - Lamprospiza melanoleuca